# Nouveau district de Wuxi
Le nouveau district de Wuxi (无锡新区 ; pinyin : Wúxī Xīnqū) est une subdivision administrative de la province du Jiangsu en Chine. Il est placé sous la juridiction de la ville-préfecture de Wuxi.

## Géographie
Le district est situé au sud-est de la ville de Wuxi. Sa superficie est de 220 km2.

## Démographie
La population du district est d'environ 275 000 habitants.

## Économie
Fondé en 1992, le district abrite de nombreuses activités industrielles, en particulier dans le domaine de la mécanique de précision.

### Sources
- (en) About Wuxi New District (site gouvernemental)